# Richard Karutz
Richard Karutz (* 2. November 1867 in Stralsund; † 10. Februar 1945 in Dresden) war ein deutscher HNO-Arzt und Ethnologe. Peter Staudenmeier ordnet ihn als „führenden anthroposophischen Autor in Rassenfragen“ ein, mit offen antisemitischen Schriften.

## Leben
Richard Karutz wurde in eine Stralsunder Kaufmannsfamilie geboren. Er besuchte das Gymnasium in Stralsund bis zum Abitur. Ab 1886 studierte er Medizin an der Universität Jena und wurde dort Mitglied des Corps Thuringia. 1891 schloss er sein Medizinstudium mit dem Staatsexamen ab und promovierte er in Jena zum Dr. med. Er arbeitete zunächst als Schiffsarzt in der Fahrt von und nach Südamerika und leistete sodann seinen Wehrdienst ab. Für kurze Zeit machte sich Karutz in Erfurt selbstständig, gab dann jedoch diese Praxis auf, um nochmals als Schiffsarzt, diesmal in der Fahrt nach Westafrika, zu arbeiten. Danach machte er seinen HNO-Facharzt in Breslau und gründete 1894 erneut eine Praxis in Lübeck.
1903 und 1909 bereiste er Mangyschlak und beschrieb die Sitten und die Kunst der Turkmenen und Kirgisen in einem 1911 erschienenen Buch.
1921 zog er erst nach Stuttgart und 1938 nach Dresden um. Auf seinen Auslandsreisen war sein Interesse für die Völkerkunde geweckt worden. In Lübeck begann er, sich ethnologisch fortzubilden und nutzte insbesondere die Möglichkeiten, die sich ihm durch das Museum für Völkerkunde im Museum am Dom eröffneten. Das Museum am Dom wurde 1889 bis 1893 erbaut und privat von der Gesellschaft zur Beförderung gemeinnütziger Tätigkeit getragen. Es stand unter der Leitung von Theodor Hach. Karutz wurde 1896 zum Leiter der Völkerkundlichen Sammlung dieses Museums bestellt. Bereits 1897 präsentierte sich die Lübecker Sammlung Karutz als eigenständiges Museum für Völkerkunde in Lübeck. Karutz rief alle Lübecker Kaufleute mit Auslandskontakten auf, aus den jeweiligen Ländern Exponate zu beschaffen und dem Museum zur Verfügung zu stellen. Der Aufruf hatte erhebliche Resonanz, so dass die Lübecker Sammlung in der Folge schnell anwuchs. Auch Richard Karutz selbst ging als Beispiel voran und schenkte dem Museum Exponate, die er von seinen Reisen durch Afrika und Asien, aber auch nach Estland mitgebracht hatte. Er regte überdies die Pangwe-Expedition des Lübecker  Ethnologen Günther Tessmann nach Westafrika (1907–09) an. Zu der Eröffnung der neu aufgestellten Südsee-Abteilung im April 1917 wurde ihm von der Gesellschaft die Denkmünze in Silber und bei dessen Fortzug 1921 in Gold. Auch von Stuttgart aus kümmerte er sich noch bis 1928 um „sein“ Lübecker Museum. Die Sammlungen wurden beim Luftangriff auf Lübeck am 29. März 1942 erheblich dezimiert, der größte Teil war jedoch magaziniert und überstand den Zweiten Weltkrieg. Das alte Museum am Dom brannte mit dem Lübecker Dom ab.
Den Kriegsdienst im Ersten Weltkrieg hatte Karutz als Militärarzt erlebt. Nach dem Krieg lernte er 1920 den Anthroposophen Rudolf Steiner kennen. Er wandte sich dessen Lehre zu und versuchte, mit ethnosophischen Ansätzen seine ethnologische Tätigkeit anthroposophisch nutzbar zu machen. Seine diesbezüglichen Schriften wurden im Dritten Reich verboten. Auch in der Völkerkunde fand er mit seinen Schriften keinen Widerhall. Von Stuttgart aus lehrte er in den 1920er Jahren am Goetheanum in Dornach SO.

## Schriften
- Zur Ethographie der Basken in: Globus 74 (1898), S. 333–340
- Die Afrikanischen Hörnermasken in: MGGL 15 (1901), S. 192
- Nach den Höhlenstädten Südtunesiens in: Globus 92 (1907), S. 117–123 und 215–218
- Von Lübeck nach Kokand in: MGGL 18 (1904), S. 1–142
- Der Emanismus in: Zeitschrift für Ethnologie 1913, S. 545–611
- Krieg und Völkerkunde, Berlin 1917
- Führer durch die Abteilung Südsee des Museums für Völkerkunde zu Lübeck, Lübeck 1917
- Die estnische Sammlung des Museums für Völkerkunde zu Lübeck, Lübeck 1919
- Führer durch das Museum für Völkerkunde zu Lübeck, Lübeck 1921 (mit Veröffentlichungsverzeichnis R. Karutz)
- Vom Sinn und Ziel des Museums für Völkerkunde zu Lübeck, Lübeck 1921
- Atlas der Völkerkunde, Stuttgart 1925/1926
  - Band 1: Die Völker Nord- und Mittelasiens
  - Band 2: Die Völker Europas Archive.org
- Schriften zur Völkerkunde, 7 Bände,
- Vorlesungen über moralische Völkerkunde, 50 Lieferungen, Stuttgart 1930–1934
- Von Goethe zur Völkerkunde der Zukunft, Stuttgart, Suhrkamp Verlag, 1929
- Aber von dem Baum der Erkenntnis... Sinn und Bild der Paradiesesbäume. Orient-Occident-Verlag. Stuttgart [u. a.] 1930.
- Unter Kirgisen und Turkmenen, Ullstein-Verlag, Berlin 1911 Archive.org